# Thyssenkrupp Steering
Die thyssenkrupp Presta AG ist ein Unternehmen des thyssenkrupp-Konzerns und ist die Führungsgesellschaft für den Geschäftsbereich thyssenkrupp Steering. Die Gesellschaft ist ein Automobilzulieferer mit Hauptsitz in Eschen in Liechtenstein. Sie gehört zu den weltweit erfolgreichsten Herstellern von Lenksystemen und ist Technologieführer auf dem Gebiet der Massivumformung.
Das Unternehmen geht auf die 1941 in Liechtenstein als Rüstungsunternehmen gegründete Press- und Stanzwerk AG (Presta) zurück, die seit 1980 ausschliesslich für die zivile Wirtschaft produzierte und 1991 vom Krupp-Konzern übernommen wurde. Die heutige Gruppe und die ebenfalls aus der Presta-Gruppe hervorgegangene Thyssenkrupp Dynamic Components sind das Resultat einer 2009 erfolgten internen Reorganisation des thyssenkrupp-Konzerns.

## Geschichte

### Vorgeschichte (Presta AG)
Die Munitionsfabrik Press- und Stanzwerk Eschen (Presta AG) wurde 1941 während des Zweiten Weltkriegs im Auftrag des Industriellen Emil Georg Bührle und des Waffenhändlers Rudolf Ruscheweyh in Eschen gegründet. Gründer und erster Direktor war der Treuhänder Max Held. Wichtige Faktoren für die Standortwahl waren unter anderem die stabile Stromversorgung durch die Vorarlberger Kraftwerke, die in Liechtenstein noch verfügbaren billigen Arbeitskräfte und der Umstand, dass im Fürstentum keine Kriegsgewinnsteuer erhoben wurde. Der rasch auf über 300 Mitarbeitende angewachsene Industriebetrieb produzierte für Oerlikon-Bührle Geschosshülsen, mit denen der Schweizer Werkzeug- und Waffenhersteller seit 1942 in erster Linie Deutschland belieferte.
1946 begann die Firma mit der Fertigung von Schrauben; später produzierte Presta zeitweise unter anderem Nähmaschinennadeln und Handstrickapparate der Marke „Orion“. Während des Koreakriegs von 1950 bis 1953 wurden erneut Umsätze mit Geschosshülsen erzielt, danach verlor die Waffenproduktion für Presta an Bedeutung und wurde 1980 eingestellt.
1956 wurde die Presta AG ganz in den Oerlikon-Bührle-Konzern eingegliedert. Ab 1967 stellte das Unternehmen Sinterformteile für die Automobilindustrie her. 1976 wurde die Tochtergesellschaft Someflor (Société mécanique de Florange) gegründet, die im französischen Florange zunächst Radträger, Spezialschrauben und andere einfache mechanische Komponenten für die französische Autoindustrie herstellte. In den 1990er Jahren wurde hier mit der Produktion von Lenksäulen begonnen und damit der Grundstein für die spätere ThyssenKrupp Steering gelegt.

### Übernahme durch Krupp und Reorganisation der Konzernbereiche
1991 verkaufte Oerlikon-Bührle Presta und Someflor an die zum Krupp-Konzern gehörende Gerlach-Werke GmbH. Zu diesem Zeitpunkt erzielten die Presta und ihre Niederlassungen mit zusammen rund 800 Mitarbeitern einen jährlichen Umsatz von 180 Mio. DM. 1993 wurde die in Krupp Presta AG umbenannte Gesellschaft zusammen mit dem Gerlach-Verbund in die neu gebildete Konzernsparte Krupp-Automotive eingegliedert.
Es wurden Lenksysteme, hochpräzise Massivumformteile, gebaute Nockenwellen und Ventiltriebsysteme hergestellt. 1998 wurde das Nockenwellenwerk Ilsenburg gegründet. Der Bereich Lenksysteme mit Sitz in Eschen wurde 2009 in Thyssenkrupp Steering umbenannt und umfasst auch den Werkzeugbau für die Kaltmassivumformung von Komponenten in Antriebssträngen und für Lenksysteme in Oberegg mit 200 Mitarbeitern. Die Führungsgesellschaft des Bereichs Steering bleibt weiterhin die thyssenkrupp Presta AG. In Liechtenstein waren 2018 rund 2300 der weltweit über 8000 Mitarbeiter an neun Standorten im Bereich Steering beschäftigt.
ThyssenKrupp Steering ist der Business Area Automotive Technology der Thyssenkrupp zugeordnet.

## Produkte und Technik

### Kaltmassivumformung
Die Kaltmassivumformung als Teilgebiet der Massivumformung ist ein Sammelbegriff für verschiedene Verfahren wie Kaltfließpressen und Stauchen, bei denen Draht- oder Stangenmaterial zu einbaufertigen Bauteilen geformt wird. Massivumgeformte Bauteile weisen eine hohe Energie- und Materialeffizienz auf, sind hochtemperatur- und säurebeständig sowie recyclingfähig. ThyssenKrupp Steering verfügt über eine eigene Grundlagenentwicklung und einen eigenen Werkzeugbau.

### Lenksäulen
Lenksäulen sind als meist stangen- oder röhrenförmiger Träger ausgelegt, der am oberen Ende mit dem Lenkrad verbunden ist und dessen Bewegungen auf das Lenkgestänge der Fahrzeugräder überträgt. Die Lenksäule befindet sich in Fahrtrichtung vor dem Fahrersitz und verläuft schräg von der Position des Lenkrades nach vorn unten zum Lenkgestänge. Somit sind Sicherheitsaspekte im Fall eines Unfalls zu betrachten. ThyssenKrupp Steering bietet sowohl starre als auch mechanisch oder elektrisch höhen- und längenverstellbare Lenksäulen an.

### Lenkgetriebe
Das Lenkgetriebe setzt die Drehbewegung des Lenkrades in eine Schiebebewegung der Spurstangen um. ThyssenKrupp Steering stellt hydraulisch (HPS) und elektrisch (EPS) betriebene Servolenkungen her.